# 非常营救 (电视剧)
《非常营救》，原名：莫語者，是一部以一帶一路為時代背景的中國電視劇集，由林峰執導，黎明、楊玏、張豐毅、鄭凱、白梓軒、張誠航、李凱馨、黃夢瑩、鄭羅茜等演出，在中國銀川及摩洛哥等地進行拍攝。

## 劇情簡介
故事講述衛天原本是一名警務人員，為了查出妻子及女兒的死亡真相，決定辭去警察的職務，在事發地點成立了「莫語者事務所」，一方面為有需要的企業和民眾提供安保服務，另一方面暗中調查妻女死亡的事件真相。葉婉、沙藍、曲勝利等相繼加入「莫語者事務所」，形成了莫語者團隊，衛天與中安集團的創始人項平生是生死之交，曾多次聯手為一帶一路的經濟區域化解安全危機，例如：粉碎了黑心製藥公司的陰謀、消除恐怖份子的威脅等。透過各種的行動、經歷，展現出眾人對保衛國家的堅定信念及勇敢的精神，以及他們彼此之間的真摰情感。

## 主要角色
- 黎明－衛天，曾任職警務人員，後來成立了莫語者事務所，成為事務所的隊長，為國外的華人及華人企業提供安保服務。
- 張豐毅－項平生，項來的父親，中安集團的創始人。
- 楊玏－項來，項平生的兒子，項北的哥哥。
- 張誠航－項北，項平生的兒子。
- 李凱馨－安達，任職酒店副經理。
- 吳昊澤－楊迪，任職酒店經理。
- 鄭凱－左非宸，餐廳老闆。
- 黃夢瑩－蘇培多國王的養女，後來成為了華建油田新工程的形象大使。
- 鄭羅茜－葉婉，莫語者事務所的談判專家。
- 白卉子－沙藍，莫語者事務所的電腦專家。
- 趙亮－曲勝利，莫語者事務所的總務。
- 朱曉輝－沈煜，中安集團的安保隊長。
- 亓航－卡隆，是一名失去記憶的殺手。
- 白梓軒－哈迪斯，是一名反派的大老闆。

## 电视原声带
| 曲序 | 曲目                   |        | 作曲   | 演唱                                         |
| ---- | ---------------------- | ------ | ------ | -------------------------------------------- |
| 1.   | 莫语者（主題曲）       | 小寒   | 雷颂德 | 黎明                                         |
| 2.   | 吻别（片尾曲）         | 何启弘 | 殷文琦 | 黎明（重唱版本；原唱：张学友；编曲：雷颂德） |
| 3.   | 今夜你会不会来（插曲） | 谢明训 | 林东松 | 黎明（新编重唱版本；编曲：雷颂德）           |

## 外部連結
- 非常营救的新浪微博
- 豆瓣电影上《非常营救》的資料 （简体中文）